# Librairie Les Volcans
La Librairie Les Volcans est une librairie indépendante située dans le centre-ville de Clermont-Ferrand, en France. Elle est connue pour sa programmation culturelle. Elle dispose d'une surface de vente de 1 683 m2. La librairie dispose d'une succursale à Riom. En 2019, c'est le 18e librairie de France en chiffre d'affaires réalisé avec le livre.

## Historique et évolution de l'entreprise
Créée en 1974 par un couple de libraires indépendants, qui l'anime pendant 15 ans, la librairie connaît des transformations, au gré des changements de propriétaires. Le groupe Bertelsmann (2005-2010), puis le fonds de pension américain Najafi opèrent des choix peu judicieux, qui débouchent sur la liquidation judiciaire en décembre 2013. Des salariés décident, devant l'absence de repreneur, de monter une société coopérative et participative (SCOP). L'adhésion des Clermontois (à travers une association des amis de la librairie) et des pouvoirs publics, ainsi que le soutien de deux banques, permettent de boucler le tour de table financier. Un documentaire a été consacré à cet épisode fondateur de l'entreprise. 

En 2017, la Librairie Les Volcans rachète la Librairie Horizons de Riom. 

En 2022, Boris Surjon et Philippe Pelade ont succédé à Martine Lebeau, gérante emblématique des débuts de la SCOP ,.
Des partenariats socio-économiques et culturels ancrent fortement la librairie au territoire qu'elle dessert.

## Présentation de la librairie
La librairie dispose d'un rez-de-chaussée, divisé entre les grandes thématiques (Jeunesse, BD, Policiers, Littérature française et étrangère, Voyages, Disques...) et d'un patio, lieu des animations culturelles. Une mezzanine est consacrée à la papeterie et à la vente d'objets culturels. Elle dispose d'un site internet marchand.
En 2024, à l'occasion des 50 ans de la librairie, les gérants annoncent par voie de presse la refonte du site marchand et l'ouverture prochaine dans la librairie d’un espace café avec terrasse l’été.

## Animations culturelles
La librairie conduit une politique culturelle ambitieuse, qui met en avant la littérature, les idées, les voyages, la musique, l'environnement, la jeunesse et les beaux-arts. Erri de Luca, Jonathan Coe, Aki Kuroda, Lassaad Metoui, Pierre Lemaitre, Marie-Hélène Lafon, Riad Sattouf, Eric Fottorino, Christine Angot, Maylis de Kérangal, Patrick Chamoiseau, Cécile Coulon... nombreuses et nombreux sont les autrices et auteurs, créatrices et créateurs, intellectuelles et intellectuels à y avoir présenté leur œuvre, leurs réflexions, leurs passions.

## Distinctions
La SCOP Librairie Les Volcans a remporté la première édition en 2017 des Trophée des Entreprises du Puy-de-Dôme, dans la catégorie reprise-transmission.